# Santino Marella

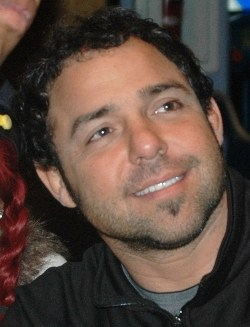
Santino Marella

Anthony Carelli (* 14. března 1974, Mississauga, Ontario, Kanada) je italsko-kanadský profesionální wrestler známější pod jménem Santino Marella. V současné době pracuje u společnosti Total Nonstop Action Wrestling (TNA), pracuje zde v zákulisí. Nejznámější je pro své působení v WWE.

## Profesionální wrestlingová kariéra

### Ohio Valley Wrestling (2006–2007)

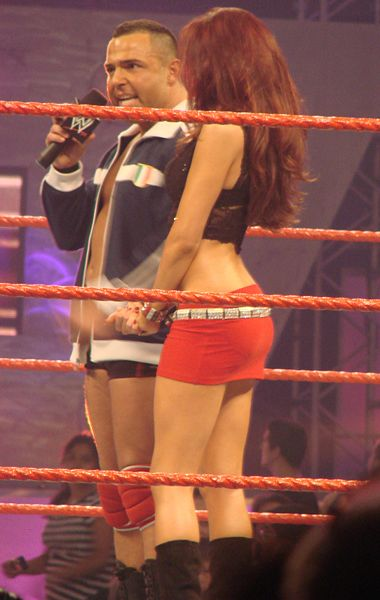
Santino Marella a Maria

Ve Spojených státech Carelli nejdříve pracoval pro Ohio Valley Wrestling (OVW), výcvikové centrum firmy World Wrestling Entertaiment (WWE). Když vstoupil do OVW, vystupoval pod jménem Johnny Geo Basco. Tam se zapojil do neslavného incidentu s Jimem Cornettem. Šlo o storyline, kde Santino měl předvádět, že se bojí zápasit s Boogeymanem, a místo toho se začal smát. Proto ho manažer WWE Cornette seřval a zfackoval, následkem čehož byl Cornette z OVW propuštěn.
Paul Heyman v OVW Cornetteho nahradil a změnil Carelliho ringové jméno na Boris Alexiev, což mu dalo ruský nádech. Jako Alexiev debutoval 12. dubna 2006 spolu s jeho manažerem a "soudruhem", Mr. Strongko. S novým gimmickem porážel nepřátele jiným stylem zápasení. S WWE podepsal další smlouvu 11. srpna 2006 a pokračoval v práci v OVW.
Dne 24. ledna 2007 měl Alexiev další televizní šampionát, a to poté, co porazil Mika Kruela. Tento zápas vyhrál, ale Kruel od něj získal titul zpátky 7. února. Alexiev ho získal zpět 14. března, když Kruela opět porazil. O měsíc později byl umístěn do nejaktivnějšího seznamu.

### World Wrestling Entertaiment / WWE (2007–2016, 2019–2020)

#### Debut
Svůj WWE debut učinil, když měl Umaga zápasit s někým, koho vybere Vince McMahon. Vybral si samozřejmě Santina, a ten tak vyhrál svůj první Intercontinental titul. Jeho příjmení, Marella, bylo vybráno na počest WWE legendy Gorilla Monsoon – pravé jméno Robert Marella – a dali ho Santinovy krátce před jeho výletem do Itálie. Další den totiž WWE.com dala na jeho profil informaci, že pochází z Itálie a jako dítě se přestěhoval do Kanady a do teď jezdí do Itálie navštěvovat svou rodinu. Dále napsali, že přijel do USA s cílem, že bude profesionální wrestler a později pracovat pro WWE.
Krátce po získáni Intercontinental titulu, začal Marellův spor s Chrisem Mastersem, nad ním se jen tak tak udržel titul. Ten si držel 3 měsíce, dokud ho 2. července Umaga nezískal zpět.

#### Glamarella (2008–2009)
14. července 2008, v epizodě show Raw, byl Santino Marella v zápase poražen divou Beth Phoenix. Marella vydal otevřenou výzvu k celému rosteru Raw. Vše pokračuje další týden poté, co Marella prohrál nad vracejícím se D'lo Brownem. Beth Phoenix a Marella se políbili, čímž vyvolali velký zmatek. V dalších epizodách se na obrazovkách ukazovali jako pár, později pod jménem "Glamarella", vycházející z "Glamazon" (Bethina přezdívka) a "Marella". Na show SummerSlam získal Santino svůj Intercontinental titul zpět, když společně s Beth Phoenix porazili Kofiho Kingstona a ženskou šampionku Mickie James.

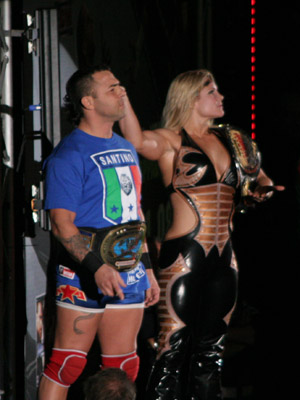
Marella a Beth Phoenix v roce 2008

Po získání titulu Marella začal quest, aby se stal "nejlepším mezikontinentálním šampionem všech dob" a to tím, že porazí Honky Tonky Mana, který tento titul držel 64 týdnů. 10. listopadu Marella svůj titul ztratil a získal ho William Regal.
Na začátku roku 2009 se Marella účastnil zápasu Royal Rumble s číslem 28. Byl ale okamžitě eliminován Kanem, takže v ringu nevydržel ani 1,9 sekundy, čímž překonal rekord The Warlord který v roce 1989 byl v ringu 2 sekundy.

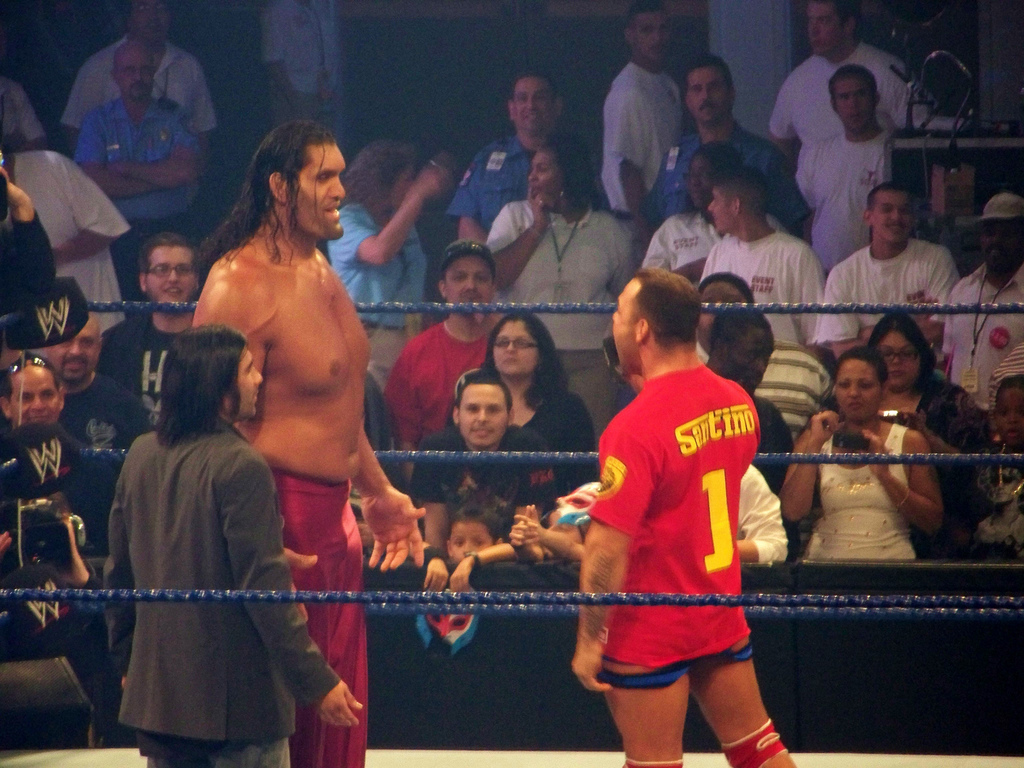
Marella před zápasem s The Great Khali

#### Face turn a Santina Marellová (2009)
Když se oznámilo, že se na WrestleManii XXV bude konat zápas 25-Diva na korunování vůbec první "Miss WrestleMania", tak se Marella stal favoritem všech fanoušků a vyjádřil touhu se tohoto ženského zápasu účastnit. Aby se mu to však splnilo, musel porazit Mickie James s jednou rukou zavázanou za zády. Bohužel se mu ale tento zápas nepodařilo vyhrát. Santino to však nevzdal a na 25-Diva zápasu se převlékl za ženu a tvrdil, že je dvojče Santina Marelly jménem Santina. Po eliminování Beth Phoenix a Meliny tento zápas vyhrál. 22. července 2009 ho v epizodě Raw nový vlastník Donald Trump korunoval na Mrs. Wrestlemania.

#### Tým s Vladimirem Kozlovem; WWE Tag Team šampioni (2010–2011)
Na Wrestlemanii XXVI se Marella účastnil 26-Man zápasu který vyhrál Yoshi Tatsu. Následně se Marella pokoušel vytvořit tým s Vladimirem Kozlovem, který ale odmítl. 31. května na Raw však Kozlov Santinovy v zápasu pomohl a zajistil mu vítězství. 19. července se Marella s Kozlovem spojili a ve svém prvním zápase porazili Williama Regala a Zacka Rydera. V srpnu začal Santino chodit s Taminou, manažerkou týmu The Usos. Na show Night of Champions 2010 se účastnili zápasu o Tag Team titul, ten však ale vyhráli "brilantní" Cody Rhodes a Drew McIntire. 11. října na Raw Santino porazil Zacka Rydera aby se stal součástí rosteru Raw a mohl opustit SmackDown. V listopadu se Kozlov a Marella stali největšími uchazeči o Tag Team titul tím, že porazili The Usos. Tím získali zápas o titul proti Nexus na Survivor Series 2010, ten ale nevyhráli.
6. prosince 2010 byli odhodlaní vyhrát svůj titul na Four-Way tag team zápase proti The Usos, Nexus a týmu z Marka Henryho a Yoshi Tatsu. Mezitím pokračuje vztah mezi Taminou a Santinem, ona ho doprovází na jeho zápasy. Titul se Kozlovovy a Santinovi podařilo získat pomocí diskvalifikace na show TLC: Tables, Ladders and Chairs. Po TLC Santino a Tamina porazili Teda DiBiase a Maryse. Kozlov a Marella ztrácejí titul 30. ledna nad The Corre. Santinův vztah s Taminou končí poté, co Tamina byla draftována do rosteru SmackDown.